# Фільмографія Джекі Кугана
В період часу з 1917 по 1984 рік Джекі Куган зіграв 143 ролей у фільмах та телесеріалах.
| Рік       |   | Українська назва         | Оригінальна назва        | Роль                                   |
| --------- | - | ------------------------ | ------------------------ | -------------------------------------- |
| 1917      | ф | Малюк Скіннера           | Skinner's Baby           | маленький хлопчик                      |
| 1919      | ф | Задоволення дня          | A Day's Pleasure         | маленький хлопчик                      |
| 1921      | ф | Малюк                    | The Kid                  | Малюк                                  |
| 1921      | ф | Поганий хлопчик Пека     | Peck's Bad Boy           | Генрі Пек                              |
| 1921      | ф | Мій хлопчик              | My Boy                   | Джекі Блер                             |
| 1922      | ф | Хороший і дружній        | Nice and Friendly        | хлопчик                                |
| 1922      | ф | Тривога                  | Trouble                  | Денні                                  |
| 1922      | ф | Олівер Твіст             | Oliver Twist             | Олівер Твіст                           |
| 1923      | ф | Батько                   | Daddy                    | Джекі Савеллі / Джекі Голден           |
| 1923      | ф | Циркові дні              | Circus Days              | Тобі Тайлер                            |
| 1923      | ф | Хай живе Король          | Long Live the King       | Наслідний принц Фердинанд Вілльям Отто |
| 1924      | ф | Фландрійський хлопчик    | A Boy of Flanders        | Нелло                                  |
| 1924      | ф | Маленький Робінзон Крузо | Little Robinson Crusoe   | Міккі Хоган                            |
| 1925      | ф | Старий одяг              | Old Clothes              | Тімоті Келлі                           |
| 1927      | ф | Джонні підстригся        | Johnny Get Your Hair Cut | Джонні О'Дей                           |
| 1927      | ф | Сигнал горна             | The Bugle Call           | Біллі Рендолф                          |
| 1927      | ф | Посильний                | Buttons                  | Посильний                              |
| 1930      | ф | Том Сойєр                | Tom Sawyer               | Том Сойєр                              |
| 1931      | ф | Гекльберрі Фінн          | Huckleberry Finn         | Том Сойєр                              |
| 1935      | ф | Будинок в горах          | Home on the Range        | Джек Гатфілд                           |
| 1936      | ф | Кохання у вересні        | Love in September        | Джекі                                  |
| 1938      | ф | Школа свінгу             | College Swing            | Джекі                                  |
| 1939      | ф | Ніжки на мільйон доларів | Million Dollar Legs      | Расс Сімпсон                           |
| 1939      | ф | Повітряний патруль       | Sky Patrol               | Картер Мід                             |
| 1947      | ф | Тут був Кілрой           | Kilroy Was Here          | Паппі Коллінз                          |
| 1964—1966 | с | Сімейка Аддамс           | The Addams Family        | Дядько Фестер                          |
| 1965      | ф | Щаслива дівчина          | Girl Happy               | Сержант Бенсон                         |
| 1984      | ф | Здобич                   | The Prey                 | Лестер Тайл                            |